# Parijs-Tours 1984
De Grote Herfstprijs 1984 ofwel, de 78ste editie van Parijs-Tours werd verreden op zondag 7 oktober 1984. De wedstrijd had een lengte van 249 kilometer, startte in Blois en eindigde in Chaville.
De Ier Sean Kelly won de massasprint.
Deze wedstrijd was de onderdeel van de Super Prestige Pernod.

## Uitslag
| Plaats  | Naam                    | Ploeg                  | Tijd     |
| ------- | ----------------------- | ---------------------- | -------- |
| Winnaar | Sean Kelly              | Skil-Reydel            | 6u00'46" |
| 2       | Steven Rooks            | Panasonic-Raleigh      | z.t.     |
| 3       | Bruno Wojtinek          | Renault-Elf-Gitane     | z.t.     |
| 4       | Pierino Gavazzi         | Atala-Campagnolo       | z.t.     |
| 5       | Phil Anderson           | Panasonic-Raleigh      | z.t.     |
| 6       | Gilbert Duclos-Lassalle | Peugeot-Shell-Michelin | z.t.     |
| 7       | Etienne De Wilde        | La Redoute-Motobécane  | z.t.     |
| 8       | Eric Caritoux           | Skil-Reydel            | z.t.     |
| 9       | Jean-Luc Vandenbroucke  | La Redoute-Motobécane  | z.t.     |
| 10      | Dag Erik Pedersen       | Murella-Rossin         | z.t.     |

1896 · 
1897 · 
1898 · 
1899 · 
1900 · 
1901 · 
1902 · 
1903 · 
1904 · 
1905 · 
1906 · 
1907 · 
1908 · 
1909 · 
1910 · 
1911 · 
1912 · 
1913 · 
1914 · 
1915 · 
1916 · 
1917 · 
1918 · 
1919 · 
1920 · 
1921 · 
1922 · 
1923 · 
1924 · 
1925 · 
1926 · 
1927 · 
1928 · 
1929 · 
1930 · 
1931 · 
1932 · 
1933 · 
1934 · 
1935 · 
1936 · 
1937 · 
1938 · 
1939 · 
1940 · 
1941 · 
1942 · 
1943 · 
1944 · 
1945 · 
1946 · 
1947 · 
1948 · 
1949 · 
1950 · 
1951 · 
1952 · 
1953 · 
1954 · 
1955 · 
1956 · 
1957 · 
1958 · 
1959 · 
1960 · 
1961 · 
1962 · 
1963 · 
1964 · 
1965 · 
1966 · 
1967 · 
1968 · 
1969 · 
1970 · 
1971 · 
1972 · 
1973 · 
1974 · 
1975 · 
1976 · 
1977 · 
1978 · 
1979 · 
1980 · 
1981 · 
1982 · 
1983 · 
1984 · 
1985 · 
1986 · 
1987 · 
1988 · 
1989 · 
1990 · 
1991 · 
1992 · 
1993 · 
1994 · 
1995 · 
1996 · 
1997 · 
1998 · 
1999 · 
2000 · 
2001 · 
2002 · 
2003 · 
2004 · 
2005 · 
2006 · 
2007 · 
2008 · 
2009 · 
2010 · 
2011 · 
2012 · 
2013 · 
2014 · 
2015 · 
2016 · 
2017 · 
2018 · 
2019 ·
2020 ·
2021 ·
2022 ·
2023 ·
2024 ·
2025